# Erik Dreesen
Erik Dreesen (* 23. März 1971 in Aurich; † 26. Juni 2013 in Nürnberg) war ein deutscher Bodybuilder und Kraftsportler. Er war 1994 Deutscher Meister im Bankdrücken.

## Leben
Dreesen begann mit 18 Bodybuilding-Training. Nach dem Abitur 1990 am Auricher Gymnasium Ulricianum bis 1996 an der Friedrich-Alexander-Universität Erlangen-Nürnberg und intensivierte in diesen Jahren sein Training. 1992 beteiligte sich Dreesen dann erstmals an Wettkämpfen und wurde 1994 Deutscher Meister im Bankdrücken. 1998 erreichte er bei der bayerischen Meisterschaft im Bodybuilding  einen 3. Platz. Im Jahr darauf wurde er dann in seiner Gewichtsklasse (über 90 kg) Bayerischer Meister. 2003 folgte der Sieg bei der Westdeutschen Meisterschaft.
1996 begann er ein Studium an der Fachhochschule für öffentliche Verwaltung und Rechtspflege in Bayern, das er im Jahr 2000 als Diplom-Verwaltungswirt (FH) abschloss. Am 26. Juni 2013 verstarb er im Alter von 42 Jahren.

## Sportliche Erfolge

### Bankdrücken
- 1992 – Oberpfalz-Meister im Bankdrücken (IPF)
- 1994 – Deutscher Meister im Bankdrücken (IPF)

### Bodybuilding
- 1998 – Bayerische Meisterschaft (IFBB), 3. Platz  (Klasse über 90 kg)
- 1999 – Internationale Bayerische Meisterschaft (IFBB), 1. Platz (Klasse über 90 kg)
- 2003 – Internationale Westdeutsche Meisterschaft (NAC), 1. Platz in der Männerklasse I
- 2004 – Internationale Deutsche Meisterschaft (NAC), 4. Platz in der Männerklasse I